# Dorojni (Calmúquia)
|  | Per a altres significats, vegeu «Dorojni». |

Dorojni (en rus: Дорожный) és un poble (un possiólok) de Calmúquia, a Rússia, segons el cens del 2010 tenia 26 habitants. Pertany al districte municipal de Priiútnoie.